# سي كبير

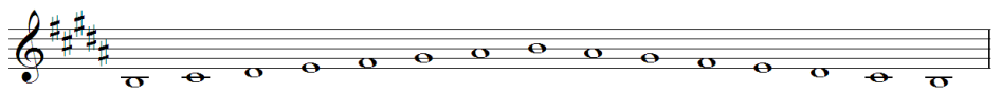
سلم سي الكبير صعوداً وهبوطاً

سي كبير (B major) هو سلم موسيقي كبير يتألف من الدرجات الموسيقية سي B، دو المرتفعة ♯C، ري المرتفعة ♯D، مي E، فا المرتفعة ♯F، صول المرتفعة ♯G، لا ♯A، وينتهي بمفتاح سي B، وذلك على الترتيب التالي من اليسار إلى اليمين:
B, C♯, D♯, E, F♯, G♯, A♯, B
يحوي سلم سي الكبير على خمس إشارات رفع، واحدة على الدو وواحدة على الري وواحدة على الفا وواحدة على الصول وواحدة على اللا.
إن المفتاح الموسيقي القريب له على السلم الصغير هو صول مرتفع صغير، أما المفتاح الموسيقى الموازي فهو سي صغير.